# Sint-Gilliskoorstraat

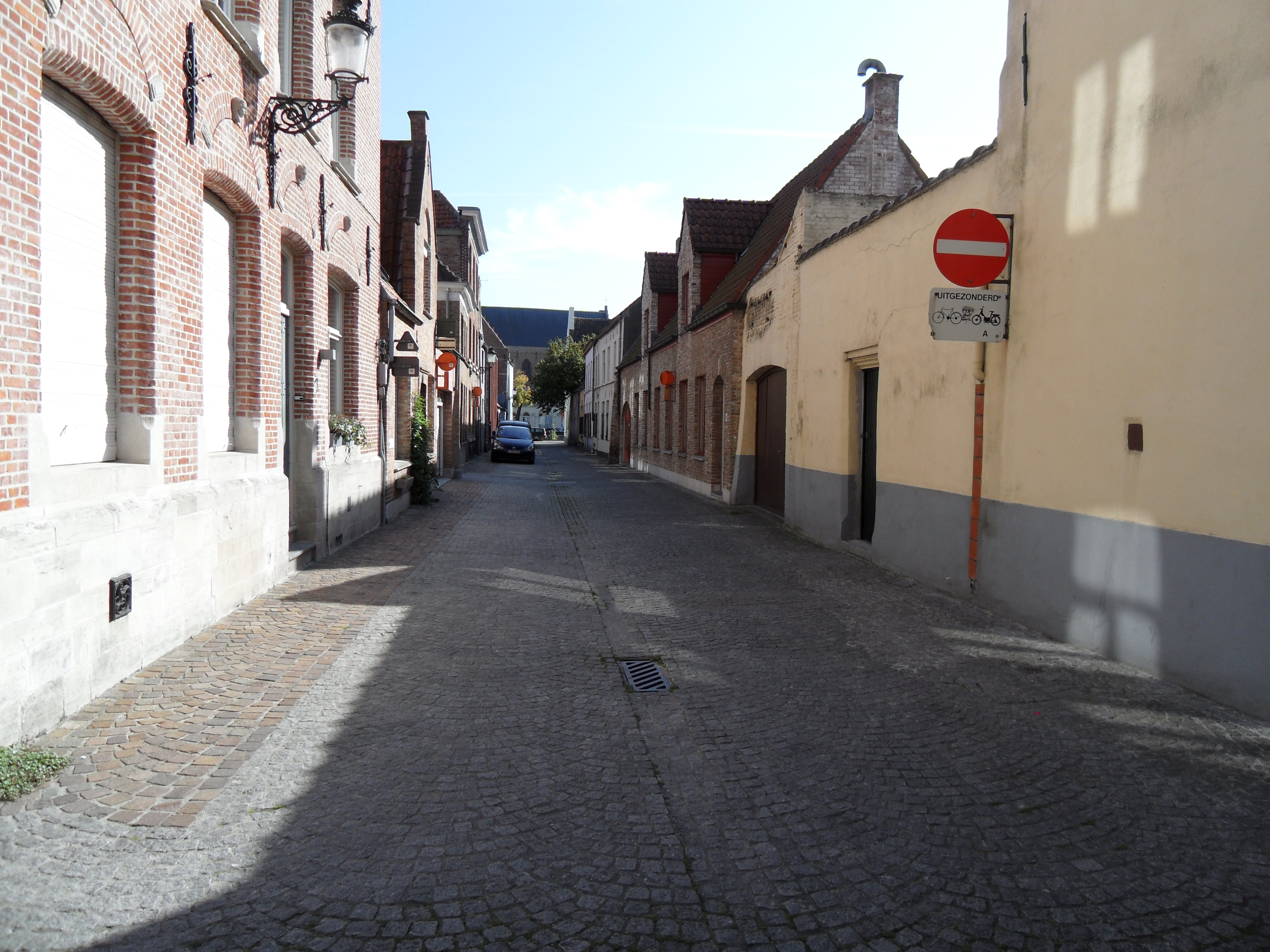
De Sint-Gilliskoorstraat in de richting van de Langerei

De Sint-Gilliskoorstraat is een straat in Brugge.

## Beschrijving
Gesticht rond 1240 als hulpkerk en zeker voor 1311 als zelfstandige parochie erkend, werden rond de Sint-Gilliskerk straten getrokken. Achter het koor kwam een straat tot stand waarvan de naam naar dit koor verwees:
- 't Choorstraetkin van Sint-Gillis;
- 't Straetkin bachten Sint-Gillischoor.

De straat loopt van de Collaert Mansionstraat naar de Langerei.